# Bechir Mardassi
Bechir Mardassi (em árabe: بشير مرداسي; nascido em 18 de dezembro de 1929) é um ex-ciclista tunisiano. Ele representou sua nação durante os Jogos Olímpicos de Roma 1960, na prova de corrida em estrada e no contrarrelógio.